# Twilio
Twilio (  /ˈtwɪlioʊ/ ) es una empresa estadounidense con sede en San Francisco, California, que proporciona herramientas de comunicación programables para realizar y recibir llamadas telefónicas, enviar y recibir mensajes de texto y realizar otras funciones de comunicación mediante su servicio web API.

## Historia
Twilio fue fundada en 2008 por Jeff Lawson, Evan Cooke y John Wolthuis y originalmente tenía su sede en Seattle, Washington y en San Francisco, California .
La primera gran cobertura de prensa de Twilio, en noviembre de 2008, fue el resultado de una aplicación creada por Jeff Lawson para engañar a la gente, que el inversor Dave McClure usó con el fundador y editor de TechCrunch, Michael Arrington, como una broma. Unos días después, el 20 de noviembre de 2008, la empresa lanzó Twilio Voice, una API para realizar y recibir llamadas telefónicas completamente alojada en la nube. La API de mensajes de texto de Twilio se lanzó en febrero de 2010, y los códigos abreviados de SMS se lanzaron en versión beta pública en julio de 2011.
Twilio recaudó aproximadamente 103 millones de dólares en fondos de crecimiento de capital de riesgo. Twilio recibió su primera ronda de financiación inicial en marzo de 2009 por una cantidad no revelada de Mitch Kapor, The Founders Fund, Dave McClure, David G. Cohen, Chris Sacca, Manu Kumar, de K9 Ventures y Jeff Fluhr. La primera ronda de financiación A de Twilio estuvo a cargo de Union Square Ventures por 3,7 millones de dólares y su segunda ronda de financiación B, por 12 millones de dólares, estuvo a cargo de Bessemer Venture Partners. Twilio recibió 17 millones en una ronda Serie C en diciembre de 2011 de Bessemer Venture Partners y Union Square Ventures. En julio de 2013, Twilio recibió otros 70 millones de dólares de Redpoint Ventures, Draper Fisher Jurvetson (DFJ) y Bessemer Venture Partners. En julio de 2015, Twilio recaudó una Serie E de 130 millones de Fidelity, T Rowe Price, Altimeter Capital Management y Arrowpoint Partners, además de Amazon y Salesforce .
Twilio presentó una oferta pública inicial ( NYSE: TWLO ) y comenzó a cotizar el 23 de junio de 2016 con un aumento del 92% en el primer día.
En marzo de 2020, Twilio anunció el nombramiento de Steve Pugh como director de seguridad y de Glenn Weinstein como director de atención al cliente.
El 4 de agosto de 2022, un atacante desconocido obtuvo acceso a la red interna de Twilio a través de una campaña de phishing por SMS dirigida a los empleados de Twilio. Twilio confirmó la infracción tres días después y aclaró que solo afectó a "un número limitado" de cuentas de clientes. El 15 de agosto, Signal anunció que había sido afectada por la filtración, indicando que los 125 clientes afectados incluían algunas cuentas empresariales.
En septiembre de 2022, Twilio despidió al 11% de su fuerza laboral para volverse rentable. En el anuncio de la compañía, el director ejecutivo Jeff Lawson afirmó que las decisiones sobre qué empleados despedir se tomaron a través de una "lente antirracista/antiopresión".

## Recepción
Twilio es conocido por su uso del evangelismo de plataforma para adquirir clientes. Un ejemplo temprano es GroupMe, que se fundó en mayo de 2010 en el hackathon TechCrunch Disrupt y utiliza el producto de mensajería de texto de Twilio para facilitar el chat grupal. GroupMe recaudó 10,6 millones de dólares en fondos de riesgo en enero de 2011.
Tras el éxito de TechCrunch Disrupt, la aceleradora de semillas 500 Startups (ahora 500 Global) anunció el Fondo Twilio, un "microfondo" de 250 000 dólares para proporcionar capital semilla a las nuevas empresas que utilizan Twilio en septiembre de 2010.

## Adquisiciones
En febrero de 2015, Twilio adquirió Authy, una startup respaldada por Y Combinator que ofrece servicios de autenticación de doble factor para usuarios finales, desarrolladores y empresas.
En septiembre de 2016, Twilio adquirió Tikal Technologies, el equipo de desarrollo detrás del proyecto de código abierto Kurento WebRTC, por 8,5 millones de dólares.
En febrero de 2017, Twilio adquirió Beepsend, un proveedor de mensajería SMS con sede en Suecia, por una cantidad no revelada.
En septiembre de 2018, Twilio anunció que adquiriría Ytica, una empresa de análisis de voz con sede en Praga, República Checa, por un monto no revelado.
En octubre de 2018, Twilio anunció que adquiriría SendGrid, una plataforma de comunicación con clientes para correo electrónico transaccional y de marketing con sede en Denver, Colorado, por 2 mil millones de dólares. En febrero de 2019, las dos empresas se fusionaron formalmente en un acuerdo valorado en 3 mil millones de dólares.
En noviembre de 2018, Twilio informó sobre la adquisición de Core Network Dynamics GmbH, una empresa de núcleo de paquetes evolucionado virtual con sede en Berlín, Alemania.
En julio de 2020, Twilio anunció que había adquirido Electric Imp, una empresa de plataforma de Internet de las cosas, por un monto no revelado. En octubre de ese año, Twilio adquirió Segment, una plataforma para recopilar, limpiar y activar datos de clientes, por 3200 millones de dólares.
En mayo de 2021, Twilio anunció que adquiriría Ionic Security, una plataforma de seguridad de datos.
En mayo de 2021, Twilio anunció que adquiriría Zipwhip, un proveedor de servicios de mensajería gratuito, por 850 millones de dólares.

## Tecnología
Twilio utiliza Amazon Web Services para alojar su infraestructura de comunicación a través de API. Twilio sigue un conjunto de principios de diseño arquitectónico para protegerse contra interrupciones inesperadas y recibió elogios por permanecer en línea durante la interrupción generalizada de Amazon Web Services en abril de 2011.
En lugar de utilizar protocolos estándar de la industria como SIP para el control de llamadas, Twilio utiliza un lenguaje de marcado personalizado conocido como TwIML para permitir la integración directa con sus servicios. Twilio y el cliente normalmente intercambian documentos TwIML a través de un HTTP Webhook.

### Contribuciones de código abierto
Se sabe que Twilio admite el desarrollo de software de código abierto . En junio de 2010, Twilio lanzó OpenVBX, un producto de código abierto que permite a los usuarios empresariales configurar números de teléfono para recibir y enrutar llamadas telefónicas. Un mes después, un ingeniero de Twilio, Kyle Conroy, lanzó Stashboard, un panel de estado de código abierto escrito en el lenguaje de programación Python que cualquier API o servicio de software puede usar para mostrar si su servicio está funcionando correctamente.
Twilio también patrocina Localtunnel, creado por el ex ingeniero Jeff Lindsay, que permite a los desarrolladores de software exponer su entorno de desarrollo local a la Internet pública detrás de un NAT.
Twilio enumera una serie de otros proyectos de código abierto en su sitio web, como:
- Flask Restful: Python Flask (marco web) para crear API REST.[41]
- Shadow: Ejecuta solicitudes a través de un candidato de lanzamiento con tráfico de producción real.[42]
- Banker's Box: Envoltura para backend de almacenamiento.[43]